# Alpera
Alpera é um município da Espanha na província de Albacete, comunidade autónoma de Castilla-La Mancha, de área 178,47 km² com população de 2382 habitantes (2007) e densidade populacional de 13,35 hab./km².

## Demografia
| Variação demográfica do município entre 1991 e 2004 | Variação demográfica do município entre 1991 e 2004 | Variação demográfica do município entre 1991 e 2004 | Variação demográfica do município entre 1991 e 2004 |
| --------------------------------------------------- | --------------------------------------------------- | --------------------------------------------------- | --------------------------------------------------- |
| 1991                                                | 1996                                                | 2001                                                | 2004                                                |
| 2307                                                | 2353                                                | 2383                                                | 2335                                                |